# Liste des commanderies templières en Charente-Maritime

Blason de la Charente-Maritime

| Cette liste recense les commanderies et maisons de l'ordre du Temple présentes en Charente-Maritime du Moyen Âge. |

## Faits marquants et histoire
Parmi les possessions des templiers dans l'actuelle Charente-Maritime, on constate la prédominance de la commanderie des Épeaux qui devait déjà avoir rang de baillie au XIIIe siècle. En effet, au début du XIVe siècle on voit son commandeur Thibaud de Tour effectuer des réceptions dans d'autres commanderies, en particulier celle de Civrac.

## Commanderies
: Cet édifice a été classé au titre des monuments historiques.
| Commanderie        | Commune               | Observations |
| ------------------ | --------------------- | --- |
| Beauvais-sur-Matha | Beauvais-sur-Matha    | Domus Templi de Baszesio (1231) Domus Templi de Banes Xantonensis diocesis, de Baves [sic] (procès)                              |
| Bernay             | Marans                | Lieu-dit « Le grand Bernay » Domus Templi de Bernayo Xantonensis diocesis (procès)                                               |
| Chierzac           | Chierzac              | [ 4 ] |
| Civrac             | Mirambeau             | Domus militie Templi de Syvrac (1290) Domus Templi de Siturat, Xantonensis diocesis, de Syouriac, de Syomac, de Surnaco (procès) |
| La Cabanne         | ...                   | [à vérifier] |
| La Rochelle        | La Rochelle           | , Domus templi de Rupella Xantonensis diocesis, de Rupelle (procès)                                                              |
| Le Mung            | Geay                  | Domus Templi de Lemeun (1231) Domus Templi de Lamahn Xantonensis diocesis, capella de Laman (procès)                             |
| Les Épeaux         | Meursac               | Domus Templi de Espaucis, Xantonensis diocesis, de Espaneis, de Espans, deus Espans, de Espanas (procès)                         |
| Villeneuve         | Saint-Romain-de-Benet | Domus Templi de Villa nova (1227) Commanderie à part entière avant d'être intégrée à celle des Épeaux au milieu du XIIIe siècle  |

| Localisation en Charente-Maritime (Liens vers les articles correspondants) |
| --- |
| \| Charente Deux-Sèvres Dordogne Gironde Vendée Beauvais Beloire Bernay Bourgneuf Chierzac Civrac Goux La Cabanne (?) La Mallolière La Pérault La Rochelle Le Mung Les Épeaux Luché Rétaud Sècheboue Thairé Tournay Treuil Villeneuve \| |
| Charente Deux-Sèvres Dordogne Gironde Vendée Beauvais Beloire Bernay Bourgneuf Chierzac Civrac Goux La Cabanne (?) La Mallolière La Pérault La Rochelle Le Mung Les Épeaux Luché Rétaud Sècheboue Thairé Tournay Treuil Villeneuve       |